# Melithreptus
Melithreptus es un género de aves paseriformes perteneciente a la familia Meliphagidae.

## Especies
Contiene siete especies:
- Melithreptus gularis - mielero barbinegro;
- Melithreptus validirostris - mielero picudo;
- Melithreptus brevirostris - mielero cabecipardo;
- Melithreptus albogularis - mielero goliblanco;
- Melithreptus lunatus - mielero nuquiblanco oriental;
- Melithreptus chloropsis - mielero nuquiblanco occidental;
- Melithreptus affinis - mielero carinegro.